# Guillermo Méndez
Guillermo Andrés Méndez Aguilera (Paysandú, 26 augustus 1994) is een Uruguyaans voetballer.

## Carrière
Méndez haalde in 2011 de finale van het WK -17 met de Uruguayaanse U17. In de 3-0-zege tegen Brazilië in de halve finale, waarin onder andere Marquinhos, Emerson en Lucas Piazón op het veld stonden, was hij goed voor een goal en een assist. In de finale sneuvelde Uruguay echter tegen Mexico.
In augustus 2012 maakte Méndez de overstap van Nacional naar de Belgische eersteklasser Standard Luik, waar hij een contract voor vijf seizoenen ondertekende. Nadat hij zich tijdens zijn eerste maanden bij Standard niet echt kon tonen bij de beloften, werd hij in januari 2013 tot het einde van het seizoen uitgeleend aan tweedeklasser STVV. Ook in de eerste helft van het seizoen 2013/14 speelde Méndez op huurbasis bij STVV, dat toen sterke banden had met Standard omwille van de aanwezigheid van Roland Duchâtelet bij de Luikenaars. In de tweede helft van het seizoen 2013/14 werd Méndez uitgeleend aan AD Alcorcón, dat toen net als Standard in handen was van Duchâtelet.

## Spelerscarrière
| seizoen | club          | land   | competitie         | wed. | goals |
| ------- | ------------- | ------ | ------------------ | ---- | ----- |
| 2012/13 | Standard Luik | België | Jupiler Pro League | 0    | 0     |
| 2012/13 | → STVV        | België | Tweede klasse      | 8    | 1     |
| 2013/14 | → STVV        | België | Tweede klasse      | 9    | 1     |
| 2013/14 | → AD Alcorcón | Spanje | Segunda División A | 1    | 0     |
|         |               |        | Totaal             | 18   | 2     |